# دنيس بويد
دنيس بويد (بالإنجليزية: Dennis Boyd)‏ هو لاعب كرة قدم أمريكية أمريكي، ولد في 5 نوفمبر 1955 في واشنطن العاصمة في الولايات المتحدة.

## وصلات خارجية
- دنيس بويد على موقع مرجع كرة القدم المحترفة.كوم (الإنجليزية)